# Vestralpo
Vestralpo (latino: Vestralpus; fl. 357-359) fu un sovrano degli Alemanni a capo della tribù dei Bucinobanti.
Nel 357 combatté contro il cesare dell'Impero romano Giuliano, il cui compito era contrastare le invasioni alemanniche in territorio romano, ma fu sconfitto nella battaglia di Strasburgo. Due anni dopo, nel 359, Velstralpo e altri sovrani alemannici subirono un nuovo attacco di Giuliano, che li costrinse a restituire i prigionieri romani e a firmare una pace.